# Пристанище Ийст Пойнт - Силистра
Пристанище Ийст Пойнт – Силистра е пристанище за обслужване на пътници и обработка на поща, разположено на река Дунав край гр. Силистра, България.

## Капацитет
Пристанище Ийст Пойнт – Силистра е разположено е на 375-ия километър на река Дунав и разполага с 2 корабно претоварни места, като едното от тях е предназначено за малки кораби.